# Hadena latefascia
Hadena latefascia là một loài bướm đêm trong họ Noctuidae.